# IKlax
iKlax es un formato de audio multipista basado en un ecualizador que reproduce diferentes instrumentos de una música o canción, incluso llegando a dejarlos en silencio separadamente unos de otros (sistema conocido comercialmente como Música 2.0). El creador permite producir archivos con extensión “.iklax” o “.ikx”. 
Este formato fue desarrollado en Francia por la empresa Iklax Media y los laboratorios LaBRI (Laboratorio de Investigación de TI de Burdeos). 
Se comenta en prensa y otras wikipedias que Iklax ha sido reconocido por el comité científico del International Computer Music Conference, no tenemos detalle en este organismo que así sea, pensando que pueda ser una información falsa propagandística. 
Actualmente como formato multipista solo compite con MT9.